# Balagod, Ron
Balagod là một làng thuộc tehsil Ron, huyện Gadag, bang Karnataka, Ấn Độ.